# Rezerwat przyrody Liski (powiat bialski)
Liski – leśny rezerwat przyrody w gminie Drelów, w powiecie bialskim, w województwie lubelskim. Znajduje się na terenie Nadleśnictwa Międzyrzec, w leśnictwie Bereza, na południowy wschód od Międzyrzeca Podlaskiego, przy drodze wojewódzkiej nr 813.
- powierzchnia (według aktu powołującego) – 128,84 ha[1]
- powierzchnia (dane nadesłane z nadleśnictwa) – 129,03 ha[2]
- rok utworzenia – 1981
- dokument powołujący – Zarządzenie Ministra Leśnictwa i Przemysłu Drzewnego z dnia 3 grudnia 1981 roku w sprawie uznania za rezerwat przyrody (M.P. z 1981 r. nr 29, poz. 271).
- przedmiot ochrony (według aktu powołującego) – zachowanie lasu o charakterze naturalnym z licznymi zespołami roślinnymi oraz gatunkami roślin rzadkich i chronionych.

W 1998 roku na terenie rezerwatu utworzono ścieżkę przyrodniczo-edukacyjną o długości około 3 km, przeznaczoną do ruchu pieszego.